# Франк ван дер Хайден
Франк ван дер Хайден (нидерл Franck van der Heijden, 27 сентября 1967, Гелдроп, Нидерланды) нидерландский композитор, аранжировщик и дирижёр. Наиболее известен сотрудничеством с такими музыкантами, как Дэвид Гарретт и Дэвид Гетта.

## Биография
Родился 27 сентября 1967 в Гелдропе, Нидерланды в творческой семье. Его отец был учителем музыки, а мама — художником. Музыкальную карьеру начал в 14 лет. Однажды взяв в руки гитару, он сделал свой выбор в адрес Музыкальной Консерватории, несмотря на большое желание сделать карьеру в кино. Обучение в консерватории продолжалось с 1984 по 1990 год, но наиболее совершенных музыкальных навыков он достиг благодаря собственному упорству и помощи отца.

## Карьера
В 1990 закончил обучение в Консерватории в Хилверсуме по специальности аранжировка и композиция. После играл на гитаре в нескольких группах, работал продюсером и аранжировщиком. С 1995 полностью сконцентрировался на аранжировках и оркестровках для больших оркестров. Написал композиции для огромного количества известных артистов, а также для радио и телевидения. Более 17 лет сотрудничества связывают его с Metropole Orkest и фестивалем Night of the Proms, на котором в 2002 году состоялась его первая встреча с Дэвидом Гарреттом. Именно она положила начало творческому дуэту и дала вдохновение для работы над первыми кроссоверами. Помимо работы над музыкальными произведениями и поездок в туры с Дэвидом (Франк является музыкальным директором и дирижёром, а также играет на гитаре в группе Дэвида), он продолжает работать в других проектах. Среди наиболее известных работ можно отметить сотрудничество с Within Temptation, Дэвидом Геттой, Майклом Джексоном и Селин Дион.

### Композитор
2006: Serenade (with David Garrett)
2006: Eliza’s song (with David Garrett)
2006: Toccata (with David Garrett)
2008: Rock prelude (with David Garrett)
2008: New day (with David Garrett)
2008: Chelsea girl (with David Garrett)
2008: Winter lullaby (with David Garrett)
2009: Nox Argentea (Night of the Proms)
2010: 80’s anthem
2012: Gypsy dance
2013: Who is the real you
2013: Io ti penso amore (with David Garrett)
2013: Ma dove sei (with David Garrett)
2015: Furious
2015: Midnight waltz
2015: Explosive
2015: Serenity (with David Garrett)

### Аранжировщик(произведения для CD, DVD и фильмов)
2004: Erik of het groot insectenboek (Movie)
2006: Album Virtuoso (Free) (David Garrett)
2007: The heart of everything (Within Temptation)
2008: Album Encore (David Garrett)
2008: Black Symphony DVD (Within Temptation)
2009: In concert and in private DVD (David Garrett)
2010: Album Rock Symphonies (David Garrett)
2010: Rock symphonies open air DVD (David Garrett)
2010: Hold my hand (Michael Jackson duet with Akon)
2011: Album Legacy (David Garrett)
2011: Love you no more (Akon)
2011: Grote liefde (Jeroen van der Boom)
2011: The unforgiving (Within Temptation)
2012: She wolf (David Guetta feat Sia)
2012: Album Music (David Garrett)
2012: Music live in concert DVD (David Garrett)
2012: It’s a good day (Anna Maria Kaufmann)
2013: Album Garrett vs. Paganini Deluxe Edition (David Garrett)
2014: Album Listen (David Guetta)
2014: Who’s taking you home (Ne-Yo)
2014: Album Caprice (David Garrett)
2014: MoonKings (MoonKings — Adrian van der Berg)
2014: Nothing really matter (Mr Probz)
2015: Love Never Felt So Good (Michael Jackson)
2015: Album Explosive (David Garrett)
2015: Up all night (Charlie Puth)
2016: Ma faille (Celine Dion)
2016: Tu sauras (Celine Dion)
2016: This One’s For You UEFA EURO 2016™ Official Song (David Guetta ft. Zara Larsson)
2016: Shed a Light (Robin Schulz&David Guetta feat. Cheat Codes)
2016 : Where is the love ft. The World (Black Eyed Peas)

### Дирижер
2009 — по настоящий момент: David Garrett tour Germany, Switzerland, Austria
2016: официальная песня UEFA EURO 2016 на церемонии закрытия на Stade de France

### Фильмография
В 2012 сбылась его мечта, и он получил предложение написать музыку к кинофильму. Фильм «Паганини: скрипач дьявола» вышел в мировой прокат 31 октября 2013 года.

### Мероприятия
1995—2012: Night of the Proms (BE, NL, DE, FR, ES)
1996—1997: Night of Entertainment
2001: Radio 2 Gala ouvertures Gala van het Nederlandse lied ouvertures
2001: Infomercials and presentation videos introduction of the Euro for the ECB.
2001: ECB Night of the Euro in Maastricht
2004—2005: Disney in Concert, Sportpaleis Antwerpen